# NGC 1888
NGC 1888 is een balkspiraalstelsel in het sterrenbeeld Haas. Het hemelobject werd op 31 januari 1785 ontdekt door de Duits-Britse astronoom William Herschel.

## Synoniemen
- MCG -2-14-13
- Arp 123
- IRAS 05202-1132
- PGC 17195